# Éghezée
Éghezée, Eghezée (wa. Inguezêye, Inguèzéye) – miejscowość i gmina w Belgii, w Regionie Walońskim, w prowincji Namur, w okręgu Namur. 1 stycznia 2024 roku liczyła 16 866 mieszkańców.

## Podział administracyjny
W skład gminy wchodzi 15 dzielnic (section):
- Aische-en-Refail
- Bolinne
- Boneffe
- Branchon
- Dhuy
- Hanret
- Leuze
- Liernu
- Longchamps
- Mehaigne
- Noville-sur-Mehaigne
- Saint-Germain
- Taviers
- Upigny
- Waret-la-Chaussée